# 차크라

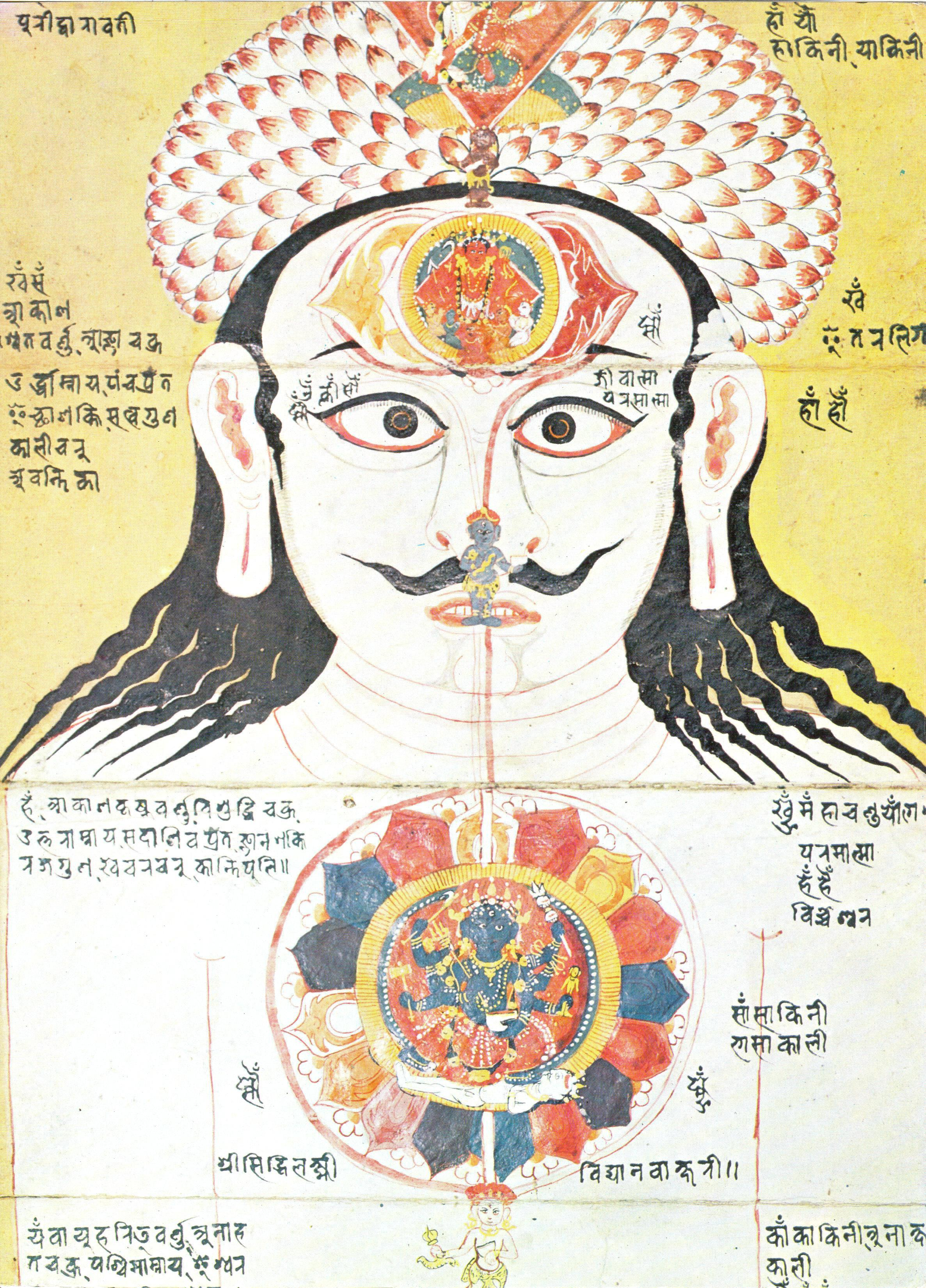
명상에서 차크라는 종종 연꽃이나 특정 신을 담고 있는 원반 등 다양한 방식으로 시각화된다.

차크라(/ˈtʃʌkrəˌˈtʃæk-ˌˈtʃɑːk-/; 산스크리트어: चक्र  원 또는 바퀴; 팔리어: cakka)는 힌두교와 불교의 내적 전통의 일부인 탄트라라고 불리는 다양한 고대 명상 수행에서 사용되는 여러 중심점 중 하나이다.
차크라의 개념은 힌두교에서 유래했다. 인도 종교마다 이해하는 바가 다르다. 불교 경전에는 4개 또는 5개의 차크라가 언급되어 있는 반면, 힌두교 문헌에는 종종 6개 또는 7개의 차크라가 있다고 기록되어 있다.
현대의 "서구 차크라 체계"는 1880년대 헬레나 블라바츠키와 다른 신지학자들로부터 시작하여 존 우드로프 경의 1919년 저서 『뱀의 힘』과 찰스 웹스터 리드비터의 1927년 저서 『차크라』에 이르기까지 여러 출처에서 비롯되었다. 심리학적 및 기타 속성, 무지개 색상, 그리고 연금술, 점성술, 보석, 동종요법, 카발라 및 타로와 같은 다른 시스템과의 광범위한 상응 관계는 나중에 추가되었다.

## 어원
어휘적으로 차크라는 조상 인도유럽어족 형태인 *kʷékʷlos의 인도어 반영이며, 이로부터 "wheel"과 "cycle"(고대 그리스어: κύκλος kýklos[*])도 파생되었다. 이는 리그베다 찬가 1.164.11절과 같이 가장 초기의 베다 문헌에 널리 퍼져 있는 "시간의 수레바퀴" 또는 "법륜"과 같은 문자적 및 은유적 용법을 모두 가지고 있다.
불교에서, 특히 상좌부 불교에서는 팔리어 명사 cakka가 "수레바퀴"를 의미한다. 팔리어 대장경으로 언급되는 불교 경전에서 고타마 붓다는 "담마차카" 또는 "법륜"을 다양하게 언급하는데, 이는 그가 주창하는 다르마가 보편적이어서 어떠한 일시적 배치에도 특징적인 표식을 지녀야 한다는 것을 암시한다. 고타마 붓다는 업보적이든, 윤회적이든, 해탈적이든, 인지적이든, 감정적이든, 순환 그 자체로부터의 자유를 이야기했다.
자이나교에서도 '차크라'라는 용어는 '바퀴'를 의미하며 고대 문헌에서 다양한 맥락으로 나타난다. 다른 인도 종교들처럼, 붓디사갈수리와 같은 자이나교의 밀교 이론에서 차크라는 요가적 에너지 중심을 의미한다.

## 고대 역사

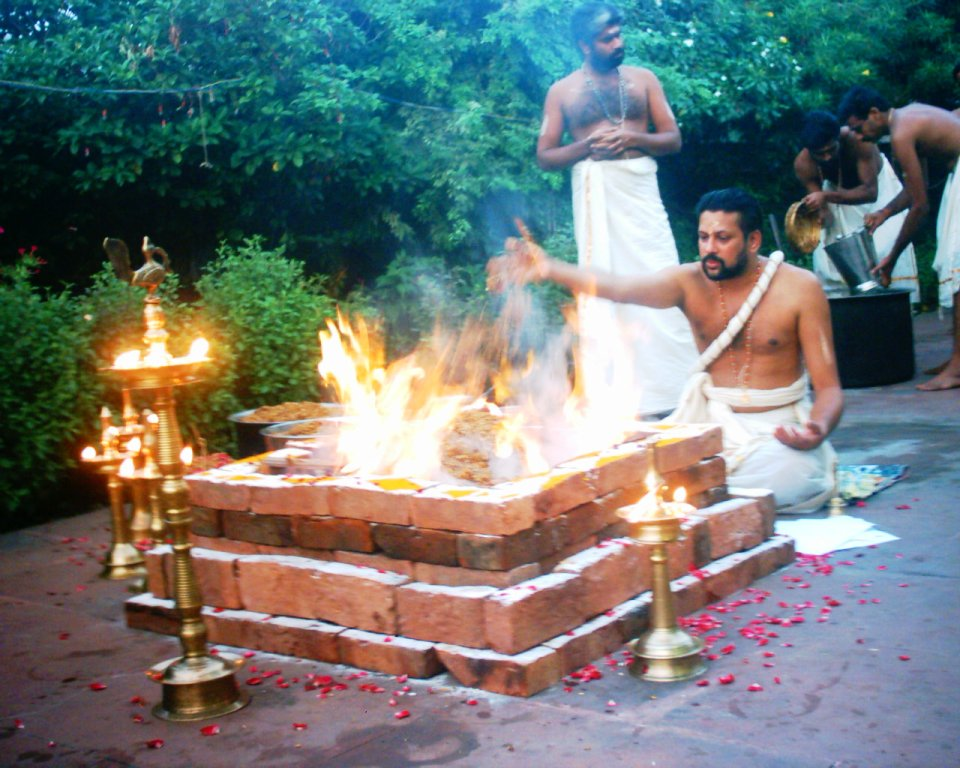
차크라의 상징은 야즈나, 즉 베다 불 제단의 다섯 가지 상징에서 유래했을 수 있다.

'차크라'라는 단어는 베다에서 처음 등장하는 것으로 보이지만, 심령 에너지 중심의 의미보다는 중심에서 모든 방향으로 "제국의 수레바퀴를 돌리는" 왕인 차크라바르틴, 즉 그의 영향력과 권력을 나타내는 의미로 사용되었다. 차크라를 나타내는 데 널리 사용되는 도상학은 학자 데이비드 고든 화이트에 따르면 야즈나, 즉 베다 불 제단의 다섯 가지 상징인 "사각형, 원, 삼각형, 반달, 만두"에서 유래한다.
리그베다의 10.136장 찬가에는 쿠난나마라는 여성과 함께하는 수행자 요기가 언급되어 있다. 문자적으로는 "구부러지고 감겨 있는 여성"을 의미하며, 이는 소신이자 리그베다에 포함된 많은 수수께끼와 밀교적인 수수께끼 중 하나를 나타낸다. D.G. 화이트와 게오르크 포이어슈타인과 같은 일부 학자들은 그녀가 쿤달리니 샥티를 언급하며 후기 탄트라 전통의 차크라 관련 용어의 전신일 수 있다고 제안했다.
호흡 통로(나디)는 기원전 1천년기의 힌두교 우파니샤드에 언급되어 있지만 심령 에너지 차크라 이론은 아니다. 다비드 고든 화이트에 따르면, 이 중 후자는 서기 8세기경 불교 문헌에 헤바즈라 탄트라와 차리야기티처럼 내적 에너지 중심의 위계로 소개되었다. 이들은 차크라, 파드마(연꽃), 피타(언덕)와 같은 다양한 용어로 불린다. 이 중세 불교 문헌에는 네 개의 차크라만이 언급되어 있지만, 쿠브지카마타탄트라와 카울라즈냐니르나야와 같은 후대 힌두 문헌에서는 목록이 더 많이 확장되었다.
화이트의 주장과 대조적으로, 포이어슈타인에 따르면 힌두교의 초기 우파니샤드는 탄트라에서 발견되는 다른 용어들과 함께 "정신적-영적 소용돌이"의 의미에서 차크라를 언급한다. 그 용어들은 프라나 또는 바유(생명 에너지)와 나디(에너지를 운반하는 동맥)이다. 개빈 플러드에 따르면, 고대 문헌들은 차크라와 쿤달리니식 요가 이론을 제시하지는 않지만, 이 단어들은 가장 초기의 베다 문헌에 여러 맥락에서 나타난다. 4개 이상의 중요한 에너지 중심으로서의 차크라는 중세 시대 힌두교와 불교 문헌에 나타난다.
10세기 쿠브지카마타탄트라는 5쌍의 신성한 여성 존재, 즉 데비들, 두티들, 마트리들, 요기니들, 케차리들의 좌석 역할을 하는 5개의 차크라 시스템을 묘사한다.

## 개요
차크라와 신성한 에너지
빛나는 그녀는

의지의 에너지로 만든 밧줄,

지식의 에너지인 갈고리,

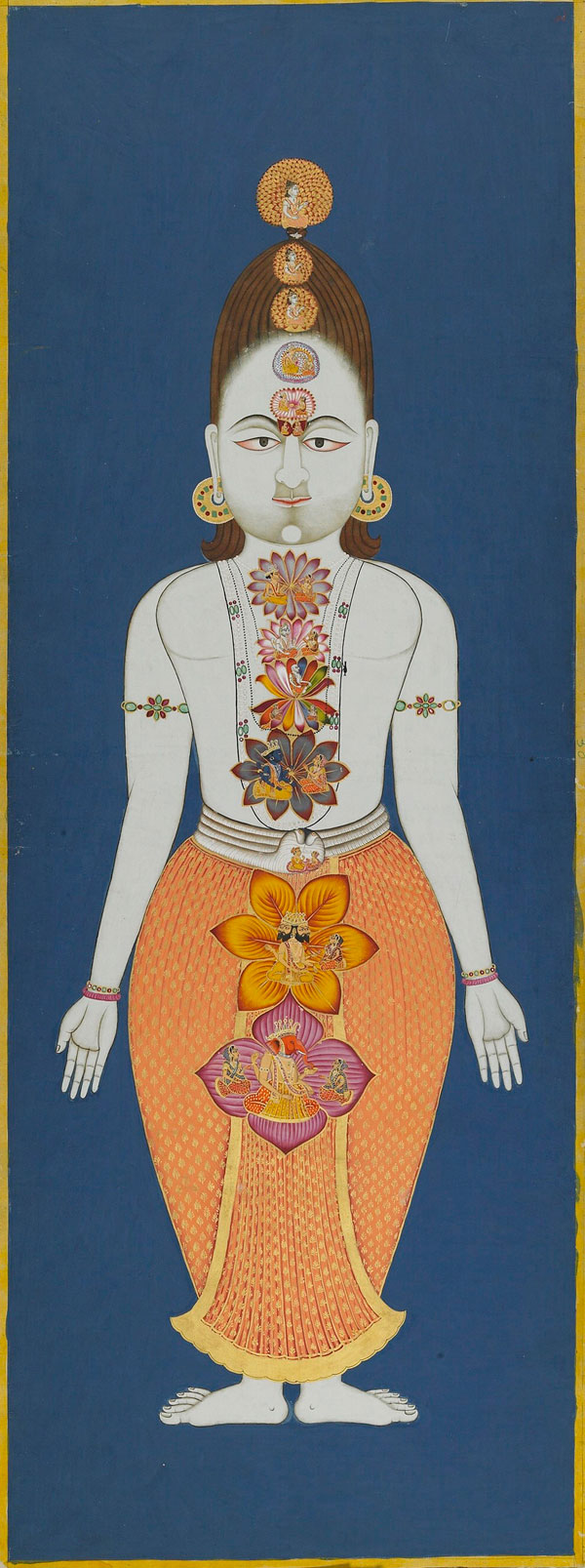
1823년 『나트 차리트』 제2권에 수록된 시바파나트 차크라 체계 삽화. 메랑가르 박물관 신탁.

행동의 에너지로 만든 활과 화살을 들고 있다.

지지하는 것과 지지받는 것으로 나뉘고,

여덟 개로 나뉘고, 무기를 든 자,

여덟 개의 점을 가진 차크라에서 솟아나

그녀는 아홉 겹의 차크라를 왕좌로 삼는다.
차크라는 인도 전통 전반에 걸쳐 나타난 생리학 및 심령 중심에 관한 밀교적 사상과 개념의 일부이다. 이 신념은 인간의 삶이 "육체"(sthula sarira)와 "심리적, 감정적, 정신적, 비물리적"이라는 또 다른 "미묘한 몸"(sukshma sarira)의 두 가지 평행한 차원에서 동시에 존재한다고 주장했다. 이 미묘한 몸은 에너지이고, 육체는 질량이다. 정신 또는 마음의 평면은 신체 평면에 상응하고 신체 평면과 상호 작용하며, 이 신념은 신체와 마음이 서로에게 영향을 미친다고 주장한다. 미묘한 몸은 차크라라고 불리는 심령 에너지의 마디로 연결된 나디(에너지 통로)로 구성되어 있다. 이 신념은 광범위하게 정교화되어, 일부는 미묘한 몸 전체에 88,000개의 차크라가 있다고 주장한다. 주요 차크라의 수는 다양한 전통에 따라 달랐지만, 일반적으로 4개에서 7개 사이였다.
힌두교 및 불교 경전에 따르면 중요한 차크라는 척추의 바닥에서부터 머리 꼭대기까지 수직 통로로 연결된 기둥에 배열되어 있다. 탄트라 전통은 다양한 호흡 운동이나 스승의 도움으로 이들을 숙달하고, 각성시키며, 활성화하려고 했다. 이 차크라들은 또한 특정 인간의 생리적 능력, 씨앗 음절 (비자), 소리, 미묘한 요소(탄마트라), 경우에 따라 신, 색상 및 기타 모티프와 상징적으로 연결되었다.
힌두교와 불교의 차크라 체계에 대한 믿음은 침술의 역사적인 경락 체계와 다르다. 후자와 달리 차크라는 미묘한 몸과 관련이 있으며, 위치는 있지만 명확한 신경 노드나 정확한 물리적 연결은 없다. 탄트라 체계는 이를 계속 존재하며, 매우 관련성이 높고, 심령 및 감정적 에너지의 수단으로 구상한다. 이는 특정 요가 의식과 빛나는 내적 에너지(프라나 흐름) 및 몸-마음 연결의 명상적 발견에 유용하다. 명상은 광범위한 상징, 만트라, 도표, 모형(신과 만다라)에 의해 도움을 받는다. 수행자는 인지할 수 있는 모델에서 점점 더 추상적인 모델로 단계적으로 나아가며, 신 모델과 외부 만다라는 포기되고, 내면의 자아와 내부 만다라가 각성된다.
이러한 사상은 힌두교와 불교 전통에만 국한되지 않는다. 동양과 서양의 다른 문화권에서도 유사하고 중첩되는 개념이 등장했으며, 이들은 미묘한 몸, 정신체, 밀교 해부학, 항성체, 에테르체와 같은 다른 이름으로 다양하게 불린다. 요가와 밀교 전통에 대한 연구로 알려진 종교학 교수 제프리 새뮤얼과 제이 존스턴에 따르면:
이른바 '미묘한 몸'과 관련된 사상과 관행은 전 세계 여러 지역에서 수세기 동안 존재해 왔다. (...) 우리가 아는 거의 모든 인간 문화권에는 수면과 꿈과 같은 경험을 설명하기 위해서라도 육체와 구별되는 마음, 정신 또는 영혼의 개념이 어떤 형태로든 존재한다. (...) 특히 인도와 티베트 탄트라 전통, 그리고 유사한 중국 관행에서 발견되는 미묘한 몸 관행의 중요한 하위 집합은 어떤 종류의 물질이 흐르는 통로와 이 통로들이 만나는 교차점으로 이루어진 몸(또는 몸-마음 복합체)의 내부 '미묘한 생리학' 개념을 포함한다. 인도 전통에서는 통로를 나디라 하고 교차점을 차크라라고 한다. — 제프리 새뮤얼, 제이 존스턴, 종교와 미묘한 몸: 아시아와 서양에서: 마음과 몸 사이

### 고전 요가와의 대조
차크라와 관련된 신념은 밀교 전통에 중요했지만, 주류 요가와는 직접적인 관련이 없다. 인도학자 에드윈 브라이언트와 다른 학자들에 따르면, 영적 해탈(자유, 자아 지식, 해탈)과 같은 고전 요가의 목표는 "고전 요가에서는 완전히 다르게 달성되며, 차크라/나디/쿤달리니 생리학은 이와 완전히 관련이 없다."

## 고전 전통

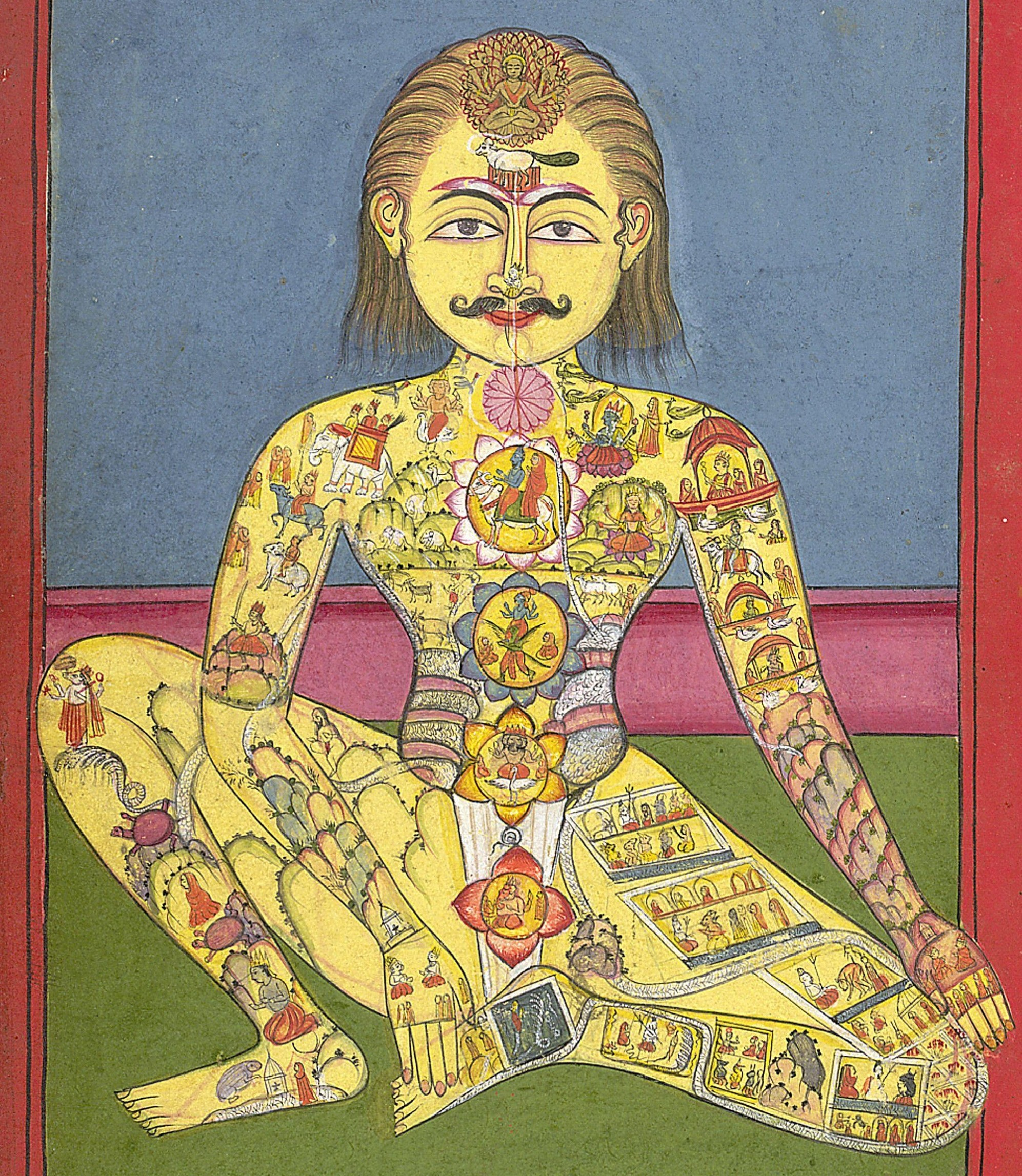
1899년 사프타 차크라 사본은 미묘한 에너지와 티베트 정신 생리학 간의 밀교적 상응 관계를 보여준다.

고전 동양 전통, 특히 서기 1천년 동안 인도에서 발전한 전통은 주로 "미묘한 몸" 맥락에서 나디와 차크라를 설명한다. 그들에게 그것들은 보이지는 않지만 실재하는 정신-마음 현실과 같은 차원에 있다. 나디와 차크라에는 프라나(호흡, 생명 에너지)가 흐른다. "생명 에너지"의 개념은 텍스트마다 다르며, 단순한 들숨-날숨에서부터 호흡-마음-감정-성적 에너지와 훨씬 더 복잡한 연관성까지 다양하다. 이 프라나 또는 정수는 사람이 죽을 때 사라져 거친 몸을 남기는 것이다. 일부 개념은 이 미묘한 몸이 사람이 잠들 때 안으로 철수하는 것이라고 말한다. 이 모든 것은 개인의 몸-마음 건강에 도달할 수 있고, 깨울 수 있으며, 중요하다고 믿어지며, 개인이 자신의 삶에서 다른 사람들과 어떻게 관계를 맺는지와도 관련된다. 나디와 차크라의 이 미묘한 몸 네트워크는 일부 후기 인도 이론과 많은 뉴에이지 추측에 따르면 감정과 밀접하게 관련되어 있다.

### 힌두 탄트라
힌두교의 밀교 전통에서는 수많은 차크라의 수와 배열이 언급되는데, 그 중 6개와 사하스라라를 마지막으로 하는 6+1 체계가 가장 널리 퍼져 있다. 하타 요가의 핵심 텍스트에 중심이 되는 이 7부분 체계는 힌두 탄트라 문헌에 있는 많은 체계 중 하나이다. 힌두 탄트라는 6개의 요기니를 미묘한 몸의 6개 장소와 연결시키며, 이는 6+1 체계의 6개 차크라에 해당한다.
| 미묘한 몸의 위치 | 요기니 | 몸의 위치     |
| ---------------- | ------ | ------------- |
| 1. 물라다라      | 다키니 | 회음 주변     |
| 2. 스와디스탄    | 라키니 | 생식기 주변   |
| 3. 마니푸라      | 라키니 | 배꼽 주변     |
| 4. 아나하타      | 카키니 | 명치 주변     |
| 5. 비슛다        | 샤키니 | 목구멍 주변   |
| 6. 아나          | 하키니 | 제3의 눈 주변 |

차크라 방법론은 힌두교의 샤크티파라는 여신 전통에서 광범위하게 발전되었다. 이는 얀트라, 만다라, 쿤달리니 요가와 함께 수행에서 중요한 개념이다. 샤크타 탄트라에서 차크라는 원, 즉 내면의 "에너지 중심"을 의미할 뿐만 아니라 탄트라 수행을 포함할 수도 있고 포함하지 않을 수도 있는 차크라 푸자(원 안에서의 숭배)와 같은 그룹 의식을 위한 용어이기도 하다. 차크라 기반 시스템은 요가로 알려지게 된 명상 수행의 일부이다.
쿤달리니 요가 내에서 호흡 운동, 시각화, 무드라, 반다, 크리야, 만트라와 같은 기법은 차크라를 통한 미묘한 에너지의 흐름을 조작하는 데 집중한다.

### 불교 탄트라
불교의 밀교 전통은 일반적으로 4개의 차크라를 가르친다. 일부 초기 불교 문헌에서 이 차크라들은 마니푸라(배꼽), 아나하타(심장), 비슛다(목구멍), 우쉬니샤 카말라(정수리)로 식별된다. 티베트 불교 만트라야나의 닝마 계보 내에서 차크라에 대한 대중적인 개념화는 점점 더 미묘하고 순서가 증가하는 다음과 같다: 니르마나카야(거친 자아), 삼보고가카야(미묘한 자아), 다르마카야(인과적 자아), 마하수카카야(비이원적 자아), 각각은 시바파 만트라마르가 세계, 즉 스바디스타나, 아나하타, 비슛다, 사하스라라 등과 모호하고 간접적으로 일치한다. 그러나 명상 전통에 따라 이들은 3개에서 6개 사이로 다양하다. 차크라는 정신적-영적 구성 요소로 간주되며, 각각은 우주 과정 및 그에 상응하는 가정된 부처에 의미 있는 일치를 지닌다.
어머니 탄트라 계열에서는 5개의 차크라 체계가 일반적이며, 이 5개의 차크라와 그 상응점은 다음과 같다.
- 기저 차크라(원소: 흙, 부처: 아모가싯디, 비자 만트라: LAM)
- 복부 차크라(원소: 물, 부처: 라트나삼바바, 비자 만트라: VAM)
- 심장 차크라(원소: 불, 부처: 아촉불, 비자 만트라: RAM)
- 목구멍 차크라(원소: 바람, 부처: 아미타불, 비자 만트라: YAM)
- 정수리 차크라(원소: 공간, 부처: 비로차나, 비자 만트라: KHAM)

차크라는 티베트 불교에서 중요한 역할을 하며, 탄트라 사상의 핵심적인 영역으로 간주된다. 그리고 탄트라 사다나 전반에 걸친 차크라의 정확한 사용은 탄트라 없이는 차크라가 존재하지 않지만, 더 중요하게는 차크라 없이는 티베트 불교도 없다는 명확한 계시인 티베트 불교의 주요 효능에 대한 의심의 여지를 거의 남기지 않는다. 티베트 불교의 가장 높은 수행은 존재의 미묘한 프라나를 중앙 통로와 일치시키고, 궁극적인 통일성, 즉 지혜에 대한 개인 의식의 "유기적 조화"와 모든 것을 포괄하는 사랑의 동시 달성을 관통하여 절대적인 붓다성을 직접 인식하는 데 있다.
새뮤얼에 따르면, 불교 밀교 체계는 "구원 과정의 중심"으로서 차크라와 나디를 발전시켰다. 이 이론들은 때로는 특정 신체 운동 체계인 얀트라 요가 또는 프룰 코르와 결합되었지만 항상 그런 것은 아니었다. 뵌교 전통에 따르면 차크라는 경험의 총체를 가능하게 하며, 다섯 가지 주요 차크라 각각은 깨닫지 못한 의식의 다섯 가지 경험적 특성인 고통의 육도와 심리적으로 연결되어 있다.
차 룽 수행은 트룰 코르 계보에 구현되어 있으며, 주요 통로를 풀어 해방하는 프라나를 활성화하고 순환시킨다. 요가는 깊은 마음을 깨워 긍정적인 속성, 내재된 형태, 그리고 덕스러운 자질을 불러일으킨다. 컴퓨터 비유로 말하자면, 의식의 화면이 기울어지고 필요한 긍정적 또는 부정적, 지지적 자질을 포함하는 속성 파일이 호출된다. 탄트라 수행은 궁극적으로 모든 경험을 맑은 빛으로 변화시킨다고 한다. 이 수행은 모든 부정적인 조건화로부터 해방하고, 통제로부터의 자유와 지각과 인지의 통일이라는 깊은 인지적 구원을 목표로 한다.

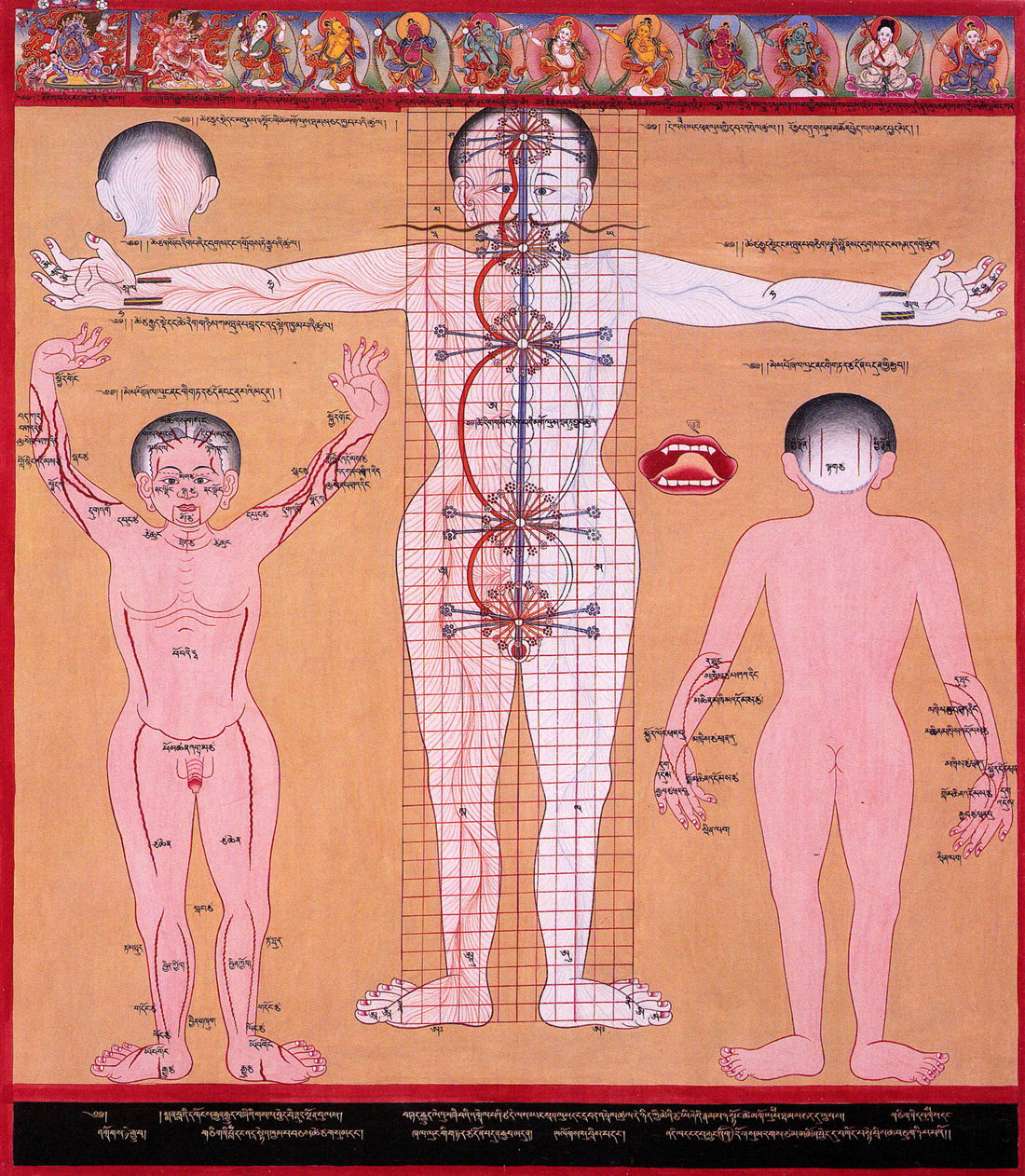
티베트 미묘한 몸 삽화. 중앙 통로, 두 측면 통로, 다섯 차크라를 보여준다.
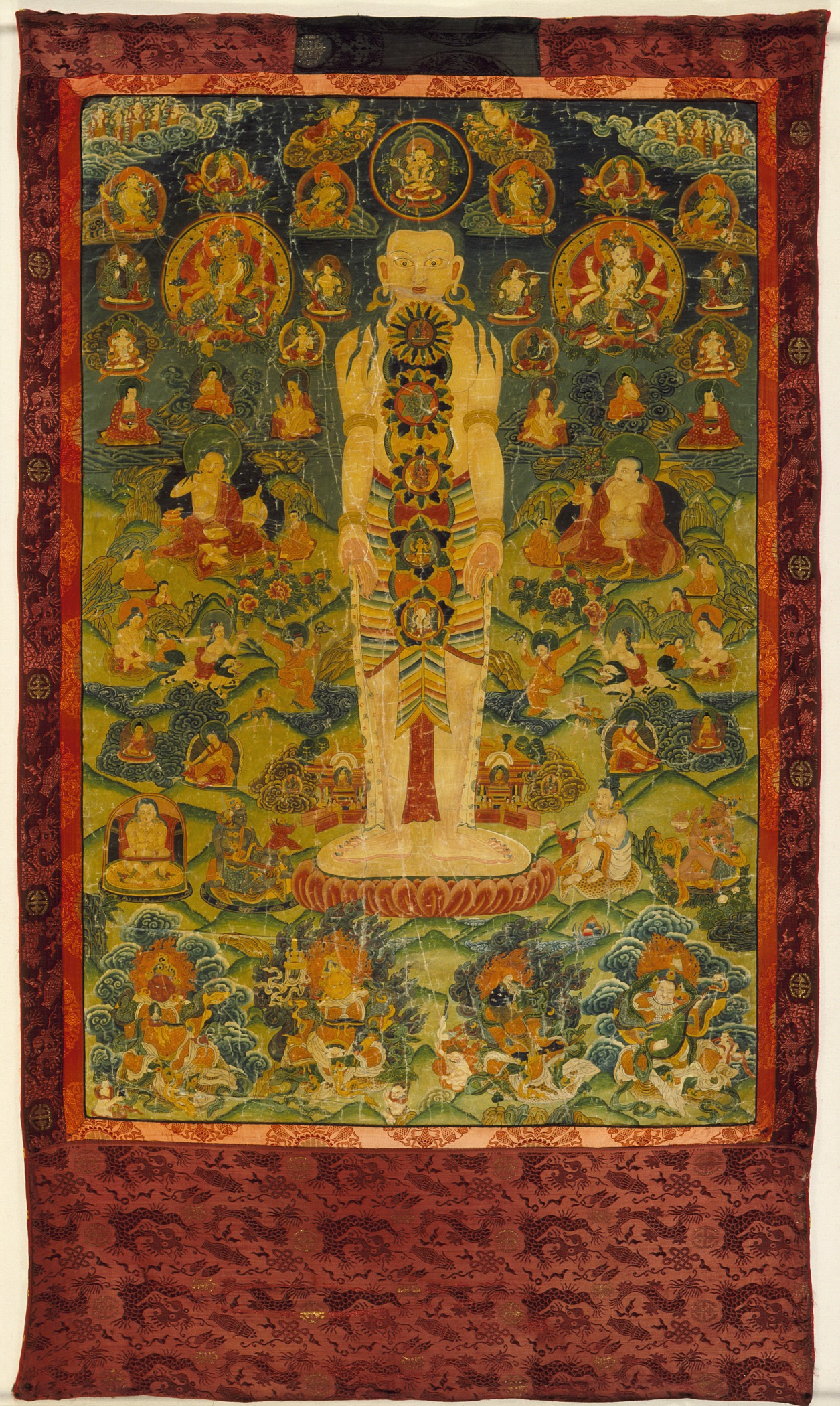
여섯 차크라를 보여주는 티베트 탕카

## 7 차크라 체계

7개 차크라 중 한 가지 도식은 다음과 같다. 아래에서 위로: 1. 물라다라 2. 스와디스탄 3. 마니푸라 4. 아나하타 5. 비슛다 6. 아나 7. 사하스라라. 색상은 현대적인 것이다.

가장 많이 연구된 차크라 체계는 6개의 주요 차크라와 일반적으로 차크라로 간주되지 않는 7번째 중심을 포함한다. 이 지점들은 축 방향 통로(힌두교 문헌에서는 수슘나 나디, 일부 불교 문헌에서는 아바두티)를 따라 수직으로 배열되어 있다. 개빈 플러드에 따르면, 이 6개 차크라와 정수리의 사하스라라 "중심" 체계는 11세기 카울라 작품인 『쿠브지카마타 탄트라』에 처음 등장한다.
이 차크라 체계는 20세기 초 존 우드로프 경(아더 아발론이라고도 불림)이 그의 저서 『뱀의 힘』에서 번역했다. 아발론은 6개(ṣaṭ) 차크라(cakra)에 대한 탐구(nirūpaṇa)를 의미하는 힌두교 문헌 『Ṣaṭ-Cakra-Nirūpaṇa』를 번역했다.
차크라는 전통적으로 명상 보조 도구로 여겨진다. 요기는 하위 차크라에서부터 머리 꼭대기에 피어나는 최고 차크라에 이르기까지 영적인 상승의 여정을 내면화한다. 힌두교의 쿤달리니 전통과 불교의 찬달리 전통 모두에서 차크라는 가장 낮은 차크라 근처 또는 안에 있는 휴면 에너지에 의해 뚫린다. 힌두교 문헌에서는 그녀를 쿤달리니라고 부르는 반면, 불교 문헌에서는 찬달리 또는 툼모(티베트어: gtum mo, "맹렬한 자")라고 부른다.

다음은 이 여섯 차크라와 사하스라라로 알려진 일곱 번째 지점에 대한 일반적인 뉴에이지 설명이다. 이 뉴에이지 버전은 고대 인도 체계에는 없던 뉴턴 색상의 무지개를 포함한다.
| 그림 | 이름       | 산스크리트                           | 위치        | 꽃잎 수 | 현대적 색상      | 만트라 & 원소                | 설명 |
| ---- | ---------- | ------------------------------------ | ----------- | ------- | ---------------- | ---------------------------- | --- |
|      | 사하스라라 | सहस्रार (सहस्र-आर) "천 개의 꽃잎"       | 정수리      | 1000    | 흰색 또는 보라색 | - (시간과 공간, 신성한 의식) | 가장 높은 영적 중심, 순수한 의식으로, 대상도 주체도 포함하지 않는다. 여성 쿤달리니 샥티가 이 지점까지 올라가면 남성 시바와 결합하여 자아실현과 삼매를 이룬다. 밀교 불교에서는 마하수카라 불리며, 일반적으로 사성제의 네 번째 상태에 해당하는 "위대한 행복"의 꽃잎 연꽃으로 간주된다. |
|      | 아나       | आज्ञा "명령"                           | 눈썹 사이   | 2       | 남색             | 옴 (빛 또는 어둠)            | 구루 차크라, 또는 뉴에이지 용어로는 제3의 눈 차크라. 에너지의 미묘한 중심이며, 탄트라 구루가 입문 의식 동안 탐구자에게 접촉하는 곳이다. 그 또는 그녀는 깨어난 쿤달리니에게 이 중심을 통과하도록 명령한다. 기공 체계의 상단 단전에 해당한다. |
|      | 비슛다     | विशुद्ध "가장 순수한"                   | 목구멍      | 16      | 파란색           | 함 (공간)                    | 16개의 꽃잎은 16개의 산스크리트어 모음으로 덮여 있다. 공간 원소와 관련이 있다. 거주하는 신은 5개의 머리와 4개의 팔을 가진 판차바크트라 시바이며, 샥티는 샤키니이다. 밀교 불교에서는 삼보고가라 불리며, 일반적으로 사성제의 세 번째 상태에 해당하는 "즐거움"의 꽃잎 연꽃으로 간주된다. |
|      | 아나하타   | अनाहत (अन्-आहत) "타격받지 않은"        | 심장        | 12      | 초록색           | 얌 (공기)                    | 그 안에는 두 개의 교차하는 삼각형의 얀트라가 있어 육각별을 형성하며, 남성과 여성의 결합과 공기 원소를 상징한다. 주관하는 신은 이샤나 루드라 시바이며, 샥티는 카키니이다. 밀교 불교에서는 이 차크라를 다르마라 부르며, 일반적으로 사성제의 두 번째 상태에 해당하는 "본질적 본성"의 꽃잎 연꽃으로 간주된다. 기공 체계의 중간 단전에 해당한다. |
|      | 마니푸라   | मणिपुर (मणि-पुर) "보석 도시"             | 배꼽        | 10      | 노란색           | 람 (불)                      | 나트 요기 명상 체계에서는 이를 마드야마-샥티, 즉 자아 발견의 중간 단계로 설명한다. 이 차크라는 10개의 꽃잎을 가진 연꽃 중앙에 불을 상징하는 아래쪽을 가리키는 삼각형으로 표현된다. 주관하는 신은 브라다 루드라이며, 락키니가 샥티이다. |
|      | 스와디스탄 | स्वाधिष्ठान (स्व-आधिष्ठान) "자아가 정립된 곳" | 생식기 뿌리 | 6       | 주황색           | 밤 (물)                      | 스와디스타나는 물 원소를 상징하는 초승달이 있는 연꽃으로 표현된다. 주관하는 신은 브라흐마이며, 샥티는 라키니(또는 차키니)이다. 밀교 불교에서는 니르마나라 불리며, "창조"의 꽃잎 연꽃으로 간주되며 사성제의 첫 번째 상태에 해당한다. 기공 체계의 하단 단전에 해당한다. |
|      | 물라다라   | मूलाधार (मूल-आधार) "뿌리"                 | 척추 바닥   | 4       | 빨간색           | 람 (흙)                      | 휴면 상태의 쿤달리니는 종종 이곳에서 세 바퀴 반, 또는 일곱, 또는 열두 바퀴 감겨 쉬고 있다고 한다. 때로는 그녀가 세 가지 완전한 상승의 장애물(매듭 또는 그란티라고도 함) 중 가장 낮은 검은 스바얌부 링가 주위를 감고 있기도 하다. 이는 4개의 꽃잎을 가진 연꽃으로 상징되며, 중앙에는 흙의 원소를 나타내는 노란색 사각형이 있다. 씨앗 음절은 흙 원소를 위한 람이다. 모든 소리, 단어, 만트라는 잠재된 형태로 가네샤가 거주하는 물라다라 차크라에 머무르며, 샥티는 다키니이다. 관련 동물은 코끼리이다. |

## 서구 차크라 체계

### 역사

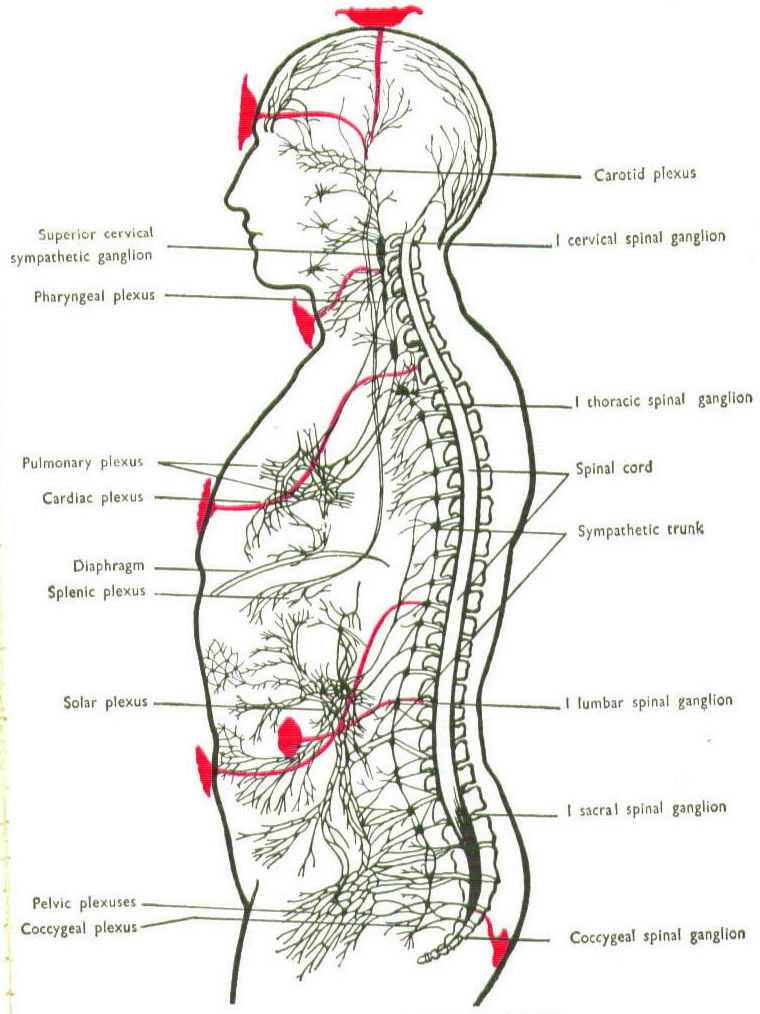
찰스 웹스터 리드비터의 1927년 저서 『차크라』에 나오는 신경총과 관련된 차크라 위치.

미국 신지학회의 쿠르트 릴런드는 서구 차크라 체계가 많은 집단들의 "의도치 않은 협력"으로 만들어졌다고 결론지었다. 이 집단들에는 밀교학자와 투시가(종종 신지학자), 인도학자, 신화학자 조지프 캠벨, 에살렌 인스티튜트 창립자, 카를 융의 심리학 전통, 일부 현대 인도 요기들이 전통적 지식으로 다루는 찰스 웹스터 리드비터의 1927년 저서 『차크라』의 색상 체계, 그리고 바바라 브레넌과 같은 에너지 치유사들이 포함된다. 릴런드는 현대 시스템의 두 가지 주요 요소인 무지개 색상과 특성 목록이 전통적인 것과는 거리가 멀고 1977년에야 처음 함께 나타났다고 말한다.
일곱 차크라 체계의 개념은 1880년대에 서구로 전해졌다. 그 당시 각 차크라는 신경총과 연관되었다. 1918년, 존 우드로프 경(일명 아서 아발론)은 두 개의 인도 문헌인 『Ṣaṭ-Cakra-Nirūpaṇa』와 『Pādukā-Pañcaka』를 번역하고 자신의 저서 『뱀의 힘』에 실어 서구의 관심을 7차크라 이론으로 이끌었다.
1920년대에는 7개의 차크라가 각각 내분비선과 연결되었으며, 이러한 전통은 계속되었다. 최근에는 하위 6개 차크라가 신경총과 내분비선 모두와 연결되었다. 리드비터는 1927년에 7가지 무지개 색상을 추가했으며, 1930년대의 변형 체계에서는 6가지 색상과 흰색을 제안했다. 리드비터의 이론은 1696년 요한 게오르크 기히텔의 저서 『테오소피아 프락티카』에 영향을 받았는데, 이 책에는 내적 "힘의 중심"이 언급되어 있었다.
아우라의 층, 발달 단계, 관련 질병, 고대 원소, 감정, 의식 상태와 같은 심리학적 및 기타 속성들은 나중에 추가되었다. 연금술 금속, 점성술의 별자리 및 행성, 음식, 약초, 보석, 동종요법 치료법, 카발라의 영역, 음표, 토템 동물, 타로 카드와 같은 광범위한 상응 관계도 제안되었다.

### 뉴에이지
캐롤라인 마이스는 『영혼의 해부학』(1996)에서 차크라의 기능을 다음과 같이 묘사했다. "당신이 인생에서 경험한 모든 생각과 경험은 이 차크라 데이터베이스를 통해 걸러진다. 각 사건은 당신의 세포에 기록된다...". 차크라는 척추 바닥에서 머리 꼭대기까지 오름차순으로 정렬된 기둥 형태로 설명된다. 뉴에이지 수행은 종종 각 차크라를 특정 색상과 연결시킨다. 다양한 전통에서 각 차크라는 생리적 기능, 의식의 한 측면, 그리고 고대 원소와 관련이 있다. 이들은 고대 인도 체계에서 사용된 것들과는 일치하지 않는다. 차크라는 연꽃 또는 각 차크라마다 다른 수의 꽃잎을 가진 꽃으로 시각화된다.
차크라는 육체를 활성화하고 신체적, 감정적, 정신적 성격의 상호 작용과 관련이 있다고 생각된다. 차크라는 생명 영적 에너지 또는 프라나의 위치로 간주되며, 이 에너지는 나디라고 불리는 통로를 따라 흐른다. 차크라의 기능은 이 에너지를 회전시키고 끌어들여 신체, 정신, 감정, 육체적 건강의 균형을 유지하는 것이다.
루돌프 슈타이너는 차크라 체계를 역동적이고 진화하는 것으로 간주했다. 그는 이 체계가 고대와는 다르게 현대인에게 달라졌으며, 미래에는 급진적으로 달라질 것이라고 제안했다. 슈타이너는 상위 차크라에서 시작하여 아래로 이동하는 단방향적 발전의 순서를 설명했다. 그는 사고, 감정, 의지를 훈련함으로써 차크라를 발전시키는 방법을 제안했다. 플로린 라운즈에 따르면, "영적 학생"은 "고대 길"에서 슈타이너의 자유의 철학의 "새로운 길"로 나아가 의식을 더 발전시킬 수 있다.

## 회의론적 반응
차크라가 존재한다는 과학적 증거는 없으며, 이를 과학적으로 측정할 의미 있는 방법도 없다. 에든버러 회의론자 협회는 차크라에 대한 증거가 전혀 없다고 주장했다.

## 같이 보기
- 아우라 (에너지)
- 단전

## 참고 문헌
1. ↑  Wells, John, 편집. (2008). 《Longman Pronunciation Dictionary》 3판. Pearson Longman. ISBN 978-1-4058-8118-0.
2. 1 2 3 4 5  Jones, Constance; Ryan, James D. (2006). 《Encyclopedia of Hinduism》. 인포베이스 퍼블리싱. 102쪽. ISBN 978-0-8160-7564-5.
3. 1 2 3 4 5 6 7  Chakra: Religion, Encyclopaedia Britannica
4. 1 2 3 4 5 6 7 8 9 10 11 12  Grimes, John A. (1996). 《A Concise Dictionary of Indian Philosophy: Sanskrit Terms Defined in English》. 뉴욕 주립 대학교 출판부. 26, 30, 100–101, 265쪽. ISBN 978-0-7914-3067-5.
5. 1 2  Heilijgers-Seelen, Dorothea Maria (1992). 《The system of five cakras in Kubjikāmatatantra 14–16: a study and annotated translation》 (학위논문). 그로닝언: Egbert Forsten. ISBN 978-9069800592. OCLC 905777672.
6. ↑  Helena Petrovna Blavatsky, Collected Writings vol. XII (Wheaton, IL: Theosophical Publishing House, 1980), 616.
7. ↑  Mallory, J.P.; Adams, D.Q. (1997). 《Encyclopedia of Indo-European culture》 1판. 라우틀리지. 640쪽. ISBN 978-1-884964-98-5.
8. ↑  Staal, Frits (2008). 《Discovering the Vedas: Origins, Mantras, Rituals, Insights》. 펭귄 북스. 34쪽. ISBN 978-0-14-309986-4.
9. ↑  Staal, Frits (2008). 《Discovering the Vedas: Origins, Mantras, Rituals, Insights》. 펭귄 북스. 333–335쪽. ISBN 978-0-14-309986-4.
10. ↑  ऋग्वेद: सूक्तं १.१६४, verse ॥११॥, Rigveda, Wikisource
11. ↑  Collins, Steven (1998). 《Nirvana and Other Buddhist Felicities》. 케임브리지 대학교 출판부. 473–474쪽. ISBN 978-0-521-57054-1.
12. ↑  Edgerton, Franklin (1993). 《Buddhist Hybrid Sanskrit Grammar and Dictionary》 Repr판. 델리: 모틸랄 바나르시다스. 221쪽. ISBN 81-208-0999-8.
13. ↑  von Glasenapp, Helmuth (1925). 《Jainism: An Indian Religion of Salvation》. 모틸랄 바나르시다스. 280–283, 427–428, 476–477쪽. ISBN 978-81-208-1376-2.
14. ↑  White, David Gordon (2001). 《Tantra in Practice》. 모틸랄 바나르시다스. 426–427쪽. ISBN 978-81-208-1778-4.
15. 1 2  White, David Gordon (2001). 《Tantra in Practice》. 모틸랄 바나르시다스. 555쪽. ISBN 978-81-208-1778-4.
16. ↑  White, David Gordon (2001). 《Tantra in Practice》. 모틸랄 바나르시다스. 25쪽. ISBN 978-81-208-1778-4.
17. ↑  White, David Gordon (2006). 《Kiss of the Yogini: "Tantric Sex" in its South Asian Contexts》. 시카고 대학교 출판부. 33, 130, 198쪽. ISBN 978-0-226-02783-8.
18. 1 2  Feuerstein, Georg (1998). 《Tantra: Path of Ecstasy》. Shambhala Publications. 15–17쪽. ISBN 978-0-8348-2545-1.
19. ↑  Flood, Gavin D. (1996). 《An Introduction to Hinduism》. 케임브리지 대학교 출판부. 77–78, 285쪽. ISBN 978-0-521-43878-0.
20. 1 2 3 4 5 6  White, David Gordon. Yoga in Practice. Princeton University Press 2012, pages 14–15.
21. ↑  Trish O'Sullivan (2010), Chakras. In: D.A. Leeming, K. Madden, S. Marlan (eds.), Encyclopedia of Psychology and Religion, Springer Science + Business Media.
22. ↑  White, David Gordon (2003). 《Kiss of the Yogini》. 시카고 대학교 출판부. 224쪽. ISBN 0-226-89483-5.
23. ↑  Flood, Gavin D. (1996). 《An Introduction to Hinduism》. 케임브리지 대학교 출판부. 98–100쪽. ISBN 978-0-521-43878-0.
24. ↑  Padoux, Andre (2013). 《The Heart of the Yogini: The Yoginihrdaya, a Sanskrit Tantric Treatise》. 옥스퍼드 대학교 출판부. 44쪽. ISBN 978-0-19-998233-2.
25. ↑  Pradhan, Basant (2014). 《Yoga and Mindfulness Based Cognitive Therapy: A Clinical Guide》. 슈프링어. 154–155쪽. ISBN 978-3-319-09105-1.
26. 1 2  Sharma, Arvind (2006). 《A Primal Perspective on the Philosophy of Religion》. 슈프링어. 193–196쪽. ISBN 978-1-4020-5014-5.
27. 1 2  Müller, Friedrich Max (1899). 《The Six Systems of Indian Philosophy》. 롱맨. 227–236, 393–395쪽.
28. 1 2 3 4  Lochtefeld, James G. (2002). 《The Illustrated Encyclopedia of Hinduism: A-M》. 로젠 퍼블리싱 그룹. 137쪽. ISBN 978-0-8239-3179-8.
29. ↑  Klostermaier, Klaus K. (2010). 《A Survey of Hinduism》 Thi판. 뉴욕 주립 대학교 출판부. 238–243쪽. ISBN 978-0-7914-8011-3.
30. ↑  Harvey, Peter (2013). 《An Introduction to Buddhism: Teachings, History and Practices, 2nd Edition》. 케임브리지 대학교 출판부. 190–191, 353–357쪽. ISBN 978-0-521-85942-4.
31. ↑  Mayer, E. A.; Saper, C. B. (2000). 《The Biological Basis for Mind Body Interactions》. 엘스비어. 514–516쪽. ISBN 978-0-08-086247-7.
32. ↑  Wilke, Annette; Moebus, Oliver (2011). 《Sound and Communication: An Aesthetic Cultural History of Sanskrit Hinduism》. 발터 드 그루이터. 735–740쪽. ISBN 978-3-11-024003-0.
33. ↑  Johnston, Jay (2010).  Elizabeth Burns Coleman and Kevin White, 편집. 《Medicine, Religion, and the Body》. 브릴 (출판사). 69–75쪽. ISBN 978-90-04-17970-7.
34. ↑  Göttler, Christine; Neuber, Wolfgang (2008). 《Spirits Unseen: The Representation of Subtle Bodies in Early Modern European Culture》. 브릴 (출판사). 55–58, 294–300쪽. ISBN 978-90-04-16396-6.
35. ↑  Samuel, Geoffrey; Johnston, Jay (2013). 《Religion and the Subtle Body in Asia and the West: Between Mind and Body》. 라우틀리지. 1–5쪽. ISBN 978-1-136-76640-4.
36. ↑  Ferretti, Andrea (2021년 6월 11일). “The Chakras: A Beginner's Guide to Understanding the 7 Chakras”. 요가 저널. 2022년 2월 10일에 확인함.
37. ↑  Bryant, Edwin Francis (2009). 《The Yoga sūtras of Patañjali: a new edition, translation, and commentary with insights from the traditional commentators》. 노스 포인트 프레스. 358–364, 229–233쪽. ISBN 978-0-86547-736-0.
38. ↑  Syman, Stefanie (2010). 《The Subtle Body: The Story of Yoga in America》. 파라, 스트라우스 앤 지루. 72–74쪽. ISBN 978-0-374-53300-2 |isbn= 값 확인 필요: checksum (도움말).
39. ↑  Sapta Chakra, 영국 도서관, MS 24099
40. 1 2 3 4 5  Samuel, Geoffrey; Johnston, Jay (2013). 《Religion and the Subtle Body in Asia and the West: Between Mind and Body》. 라우틀리지. 5–8, 38–45, 187–190쪽. ISBN 978-1-136-76640-4.
41. ↑  Snodgrass, Adrian (1992). 《The Symbolism of the Stupa》. 모틸랄 바나르시다스. 317–319쪽. ISBN 978-81-208-0781-5.
42. ↑  Johari, Harish (2000). 《Chakras: Energy Centers of Transformation》. 이너 트래디션즈. 21–36쪽. ISBN 978-1-59477-909-1.
43. 1 2  White, David Gordon (2003). 《Kiss of the Yogini》. 시카고: 시카고 대학교 출판부. 221–229쪽. ISBN 0-226-89483-5.
44. ↑  McDaniel, June (2004). 《Offering Flowers, Feeding Skulls: Popular Goddess Worship in West Bengal》. 옥스퍼드 대학교 출판부. 96–97, 101–123쪽. ISBN 978-0-19-534713-5.
45. ↑  Pott, Philipp H. (2013). 《Yoga and Yantra: Their Interrelation and Their Significance for Indian Archaeology》. 슈프링어. 8–12쪽. ISBN 978-94-017-5868-0.
46. ↑  Beer, Robert (2003). 《The Handbook of Tibetan Buddhist Symbols》. 세린디아 출판사. 242–243쪽. ISBN 978-1-932476-03-3.
47. 1 2 3  Olson, Carl (2009). 《Historical Dictionary of Buddhism》. 스케어크로 프레스. 78쪽. ISBN 978-0-8108-6317-0.
48. ↑  Samuel, Geoffrey; Johnston, Jay (2013). 《Religion and the Subtle Body in Asia and the West: Between Mind and Body》. 라우틀리지. 40, Table 2.1쪽. ISBN 978-1-136-76640-4.
49. ↑  Mackenzie, Rory (2007). 《New Buddhist Movements in Thailand: Towards an Understanding of Wat Phra Dhammakaya and Santi Asoke》. 라우틀리지. 108–109쪽. ISBN 978-1-134-13262-1.
50. ↑  John C. Huntington, Dina Bangdel, The Circle of Bliss: Buddhist Meditational Art, Serindia Publications, Inc., 2003, p. 231.
51. ↑  Gyatso, Geshe Kelsang (2014). 《Clear Light of Bliss : Tantric Meditation Manual》. 컴브리아, 영국: 타르파 출판사. Channels, Winds and Drops. ISBN 978-1-910368-03-9. OCLC 904051195. The ten doors are located along the central channel as follows: ... the point between the eyebrows ... the apex of the cranium ... near the back of the throat ... between the two breasts ... the navel channel wheel ...
52. ↑  Samuel, Geoffrey; Johnston, Jay (2013). 《Religion and the Subtle Body in Asia and the West: Between Mind and Body》. 라우틀리지. 38쪽. ISBN 978-1-136-76640-4.
53. 1 2 3  Rinpoche, Tenzin Wangyal (2002).  Mark Dahlby, 편집. 《Healing with Form, Energy, and Light: The Five Elements in Tibetan Shamanism, Tantra, and Dzogchen》. 이타카, 뉴욕: 스노우 라이언. 84–85쪽. ISBN 1-55939-176-6.
54. ↑  Huntington, John C.; Bangdel, Dina (2003). 《The Circle of Bliss: Buddhist Meditational Art》. 세린디아 출판사. 232–233쪽. ISBN 978-1932476019.
55. 1 2 3 4 5 6 7 8 9 10  Leland, Kurt (2017). 《The Rainbow Body: How the Western Chakra System Came to Be》. 《퀘스트 매거진》 105 (미국 신지학회). 25–29쪽.
56. ↑  Samuel, Geoffrey; Johnston, Jay (2013). 《Religion and the Subtle Body in Asia and the West: Between Mind and Body》. 라우틀리지. 39–42쪽. ISBN 978-1-136-76640-4.
57. ↑  Flood, Gavin (2006). 《The Tantric Body: The Secret Tradition of Hindu Religion》. 아이.비. 타우리스. 157쪽. ISBN 978-1845110123.
58. ↑  White, David Gordon (2003). 《Kiss of the Yogini》. 시카고: 시카고 대학교 출판부. 221쪽. ISBN 0-226-89483-5.
59. 1 2  Banerjea, Akshaya Kumar (1983). 《Philosophy of Gorakhnath with Goraksha-Vacana-Sangraha》. 모틸랄 바나르시다스. 175–184쪽. ISBN 978-81-208-0534-7.
60. 1 2 3 4 5  Samuel, Geoffrey; Johnston, Jay (2013). 《Religion and the Subtle Body in Asia and the West: Between Mind and Body》. 라우틀리지. 40–42쪽. ISBN 978-1-136-76640-4.
61. ↑  Brown, C. Mackenzie (1998). 《The Devī Gītā: the Song of the Goddess: a translation, annotation, and commentary》. 올버니 (뉴욕): 뉴욕 주립 대학교 출판부. 195쪽. ISBN 978-0-7914-3940-1.
62. ↑  Tigunait, Rajmani (1999). 《Tantra Unveiled: Seducing the Forces of Matter & Spirit》. 히말라야 인스티튜트 프레스. 87쪽. ISBN 9780893891589.
63. ↑  Mumford, John (1988). 《Ecstasy Through Tantra》 Thi판. 루엘린 월드와이드. 72쪽. ISBN 0-87542-494-5.
64. ↑  Mindell, Arnold; Sternback-Scott, Sisa; Goodman, Becky (1984). 《Dreambody: the body's rôle in revealing the self》. 테일러 앤드 프랜시스. 38쪽. ISBN 0-7102-0250-4.
65. ↑  Leadbeater, Charles Webster (1972) [1927]. 《The Chakras》. 신지학 출판사. ISBN 978-0-8356-0422-2.
66. ↑  Leland, Kurt (2016). 《Rainbow body : a history of the western chakra system from Blavatsky to Brennan》. 레이크 워스, 플로리다: 이비스 프레스. ISBN 978-0-89254-219-2. OCLC 945949596.
67. ↑  Woodroffe, Sir John (2000). 《The Serpent Power》. 도버 출판사. 317ff쪽. ISBN 978-0486230580.
68. ↑  Gardiner, Philip; Osborn, Gary (2006). 《The Shining Ones: the world's most powerful secret society revealed》 Revis a updat판. 런던: 왓킨스. 44–45쪽. ISBN 1-84293-150-4.
69. ↑  Judith, Anodea (1999). 《Wheels of Life: A User's Guide to the Chakra System》. 루엘린 퍼블리케이션즈. 20쪽. ISBN 9780875423203.
70. ↑  “존 밴 오컨 : 신비주의 - 요한계시록 해석”. Edgarcayce.org. 2012년 5월 26일에 원본 문서에서 보존된 문서. 2015년 3월 5일에 확인함.
71. ↑  Sturgess, Stephen (1997). 《The Yoga Book: a practical guide to self-realization》. 록포트, 매사추세츠: 엘레멘트 북스. 19–21쪽. ISBN 1-85230-972-5.
72. ↑  “아르케오소피아 학회 - 토마소 팔라미데시 설립”. 《www.archeosofica.org》. 2012년 3월 4일에 원본 문서에서 보존된 문서.
73. ↑  “마이스 라이브러리: 차크라”. 마이스. 2015년 3월 5일에 확인함.
74. ↑  Neff, Dio Urmilla (1985). 《The Great Chakra Controversy》. 《요가 저널》. 42–45, 50–53쪽.
75. ↑  “GA010: 1장: 아스트랄 센터”. 프리몬트, 미시간. 2015년 3월 5일에 확인함.
76. ↑  “목차 - GA 10. 입문과 그 결과 (1909) - 루돌프 슈타이너 아카이브”.
77. ↑  “GA010: 입문과 그 결과”. 프리몬트, 미시간. 2015년 3월 5일에 확인함.
78. ↑  Rudolf Steiner, How to Know Higher Worlds
79. ↑  Lowndes, Florin (2000). 《Enlivening the Chakra of the Heart: The Fundamental Spiritual Exercises of Rudolf Steiner》 2판. 런던: 소피아 북스. ISBN 1-85584-053-7.
80. ↑  Novak, Sara. “The Science Behind Your Chakras: What Are Chakras and How Many Are There?”. 《디스커버 매거진》. 디스커버. 2025년 2월 1일에 확인함.
81. ↑  “Chakras”. 에든버러 회의론자 협회. 2019년 1월 17일. 2021년 2월 9일에 확인함.

## 더 읽어보기
- 아노데아 주디스 (1996). 동양의 몸 서양의 마음: 자아로 가는 길로서의 심리학과 차크라 체계. 버클리, 캘리포니아, 미국: 셀레스티얼 아츠 출판사. ISBN 0-89087-815-3
- Apte, Vaman Shivram (1965). 《실용 산스크리트어 사전》 4 개정 및 증보판. 델리: 모틸랄 바나르시다스. ISBN 81-208-0567-4.
- 반지에르, S. C. 벵골의 탄트라. 제2판 개정 및 증보. (마노하르: 델리, 1992) ISBN 81-85425-63-9
- Bucknell, Roderick; Stuart-Fox, Martin (1986). 《황혼의 언어: 불교 명상과 상징주의 탐구》. 런던: 커즌 프레스. ISBN 0-312-82540-4.
- Edgerton, Franklin (2004) [1953]. 《불교 혼합 산스크리트어 문법 및 사전》 재판. 델리: 모틸랄 바나르시다스 출판사. ISBN 81-208-0999-8. (두 권)
- Flood, Gavin (1996). 《힌두교 입문》. 케임브리지: 케임브리지 대학교 출판부. ISBN 0-521-43878-0.
- Chia, Mantak; Chia, Maneewan (1993). 《치유의 빛 다오 깨우기》. 힐링 다오 북스.
- Dale, Cyndi (2009). 《미묘한 몸: 에너지 해부학 백과사전》. 볼더, 콜로라도: 사운드 트루. ISBN 978-1-59179-671-8.
- 고스와미, 시암 순다르. 라야요가: 차크라와 쿤달리니에 대한 결정적인 안내서, 라우틀리지 & 케건 폴, 1980.
- 칼사, 구루 다람 싱; 오키프, 대릴. 쿤달리니 요가 체험 사이먼 & 슈스터, 2002.
- 로운데스, 플로린. 심장 차크라에 생기를 불어넣기: 루돌프 슈타이너의 근본적인 영적 훈련 ISBN 1-85584-053-7, 1998년 첫 영어판 (원판은 1996년 독일어판). '전통적인' 차크라 가르침과 C.W. 리드비터의 가르침을 루돌프 슈타이너의 가르침과 비교한다.
- Monier-Williams, Monier. 《산스크리트어-영어 사전》. 델리: 모틸랄 바나르시다스.
- Prabhananda, S. (2000). 《탄트라 연구》 제2쇄판. 캘커타: 라마크리슈나 미션 문화 연구소. ISBN 81-85843-36-8.
- Rinpoche, Tenzin Wangyal (2002). 《형태, 에너지, 빛으로 치유하기》. 이타카, 뉴욕: 스노우 라이언 출판사. ISBN 1-55939-176-6.
- Saraswati, Swami Sivananda (1953–2001). 《쿤달리니 요가》. 테리-가르왈, 인도: 디바인 라이프 소사이어티. ISBN 81-7052-052-5.
- Sharp, Michael (2005). 《승천의 기록: 차크라 활성화와 쿤달리니 각성을 위한 실용 안내서》 1판. 아바타 출판사. ISBN 0-9735379-3-0. 2012년 12월 21일에 원본 문서에서 보존된 문서.
- Tulku, Tarthang (2007). 《티베트 이완. Kum Nye 마사지 및 동작에 대한 그림 설명서 – 티베트 전통의 요가》. 런던: 던칸 베어드 출판사. ISBN 978-1-84483-404-4.
- Woodroffe, John (1964) [1919]. 《뱀의 힘》. 마드라스, 인도: 가네쉬 & 컴퍼니. ISBN 0-486-23058-9.